# Calyptranthes grandifolia
Calyptranthes grandifolia är en myrtenväxtart som beskrevs av Otto Karl Berg. Calyptranthes grandifolia ingår i släktet Calyptranthes och familjen myrtenväxter. Inga underarter finns listade i Catalogue of Life.